# Музичне училище імені Гнесіних
55°45′20″ пн. ш. 37°35′27″ сх. д. / 55.755667° пн. ш. 37.59083° сх. д.
Музичне училище імені Гнесіних — середній спеціальний музичний навчальний заклад у Москві.

## Історія училища

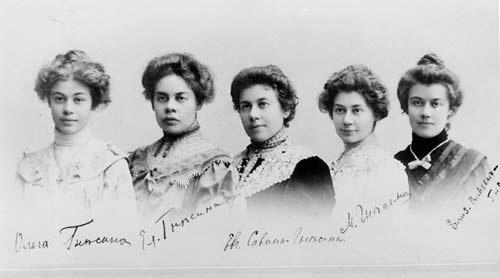
Сестри Гнесіних. Ліворуч направо: Ольга, Олена, Євгенія, Марія, Єлизавета.

Датою заснування вважається 2 (15) Новини за лютий 1895 року, коли була зарахована перша учениця. Засновниками училища були піаністки Олена та Марія Гнесіни.
У 1901 р. відбувся перший випуск.
До 1905 відбулося 4 випуску: училище закінчили 16 осіб.
У липні 1919 училище стає державним та отримує назву «Друга московська державна музична школа».
Наприкінці 1920 старше відділення перейменовано в «Третій Показовий Державний Музичний Технікум»; молодше відділення стало дитячою школою (на Воздвиженці.
У лютому 1925 р. Олені Фабіановні та Євгенії Фабіановні Гнесіних було присвоєно звання Заслужених артисток Республіки. У цьому ж році технікуму присвоєно ім'я родини Гнєсіних. Число учнів досягло 400 осіб.
В 1923 з ініціативи Михайла Фабіановіча Гнесина створений композиторський відділ і клас композиції.
В 1936 р. технікум отримує назву: Державне музичне училище імені Гнесіних.
У 1947 створений диригентсько-хоровий відділ. В 1951 утворений хор училища імені Гнесіних. У 1957 відкрито заочне відділення (класи фортепіано, диригентсько-хорової та народних інструментів).
У 1965 училище нагороджується почесною грамотою Президії Верховної Ради РРФСР.
У 2003 наказом Мінкультури Росії від 11.06.2003 № 837 перейменовано в Державний музичний коледж імені Гнесіних.
У 2011 наказом Мінкультури Росії від 19 вересня  2011 року № 934 Коледж ім. Гнєсіних приєднаний до Академії ім. Гнєсіних як структурний підрозділ.

## Відомі випускники
| Випускники довоєнного часу: - Т. Хренніков - А. Хачатурян - Є. Голубєв - Б. Чайковський - А. Чугаєв - О. Ейгес - С. Скребков - М. Мільман - Ю. Муромцев - Д. Рогаль-Левицький | Випускники останніх років: - Альбіна Джанабаєва - Андрій Сапунов - Ніколас Краузе - Артур Беркут - Валерія (співачка) - Варвара (співачка) - Герман Юкавський - Віталій Дубінін - Діана Гурцкая - Діма Білан - Дмитро Варшавський - Любов Казарновська - Надія Кадишева - Яків Науменко - Павло Сміян - Поліна Гагаріна - Савельєва Олександра Володимирівна - Широков Сергій Сергійович (режисер) - Петро Дранга - Федір Васильєв - Філіп Кіркоров |

Див також: Категорія:Випускники Музичного училища імені Гнесіних

## Московські адреси
На початку 1895 року, на одному з будинків в Гагарінському провулку з'явилася вивіска: «Музичне училище Є. і М. Гнєсіних».
С 1900 року, коли учнів стало більше, училище переїхало на Собачий майданчик, в будинок № 5.
1931 року у музичного технікуму з'явилося друга будівля — сусідній будинок № 7.
В 1960-ті роки на території Собачої майданчики була прокладена вулиця Новий Арбат, в одному з висотних будівель якого (Кухарський вулиця, буд № 38) розміщується до теперішнього часу училище, займаючи одночасно та сусідній будинок № 36 (раніше на цьому місці знаходився двоповерховий особняк А. Д. Самаріна).